# باركلي ويد
باركلي ويد (بالإنجليزية: Barclay Wade) هو مجدف أسترالي، ولد في 5 أبريل 1944 في سيدني في أستراليا.

## وصلات خارجية
- باركلي ويد على موقع الاتحاد الدولي للتجديف (الإنجليزية)
- باركلي ويد على موقع اللجنة الأولمبية الدولية (الإنجليزية)
- باركلي ويد على موقع أوليمبيديا (الإنجليزية)
- باركلي ويد على موقع اللجنة الأولمبية الأسترالية (الإنجليزية)